# Preto

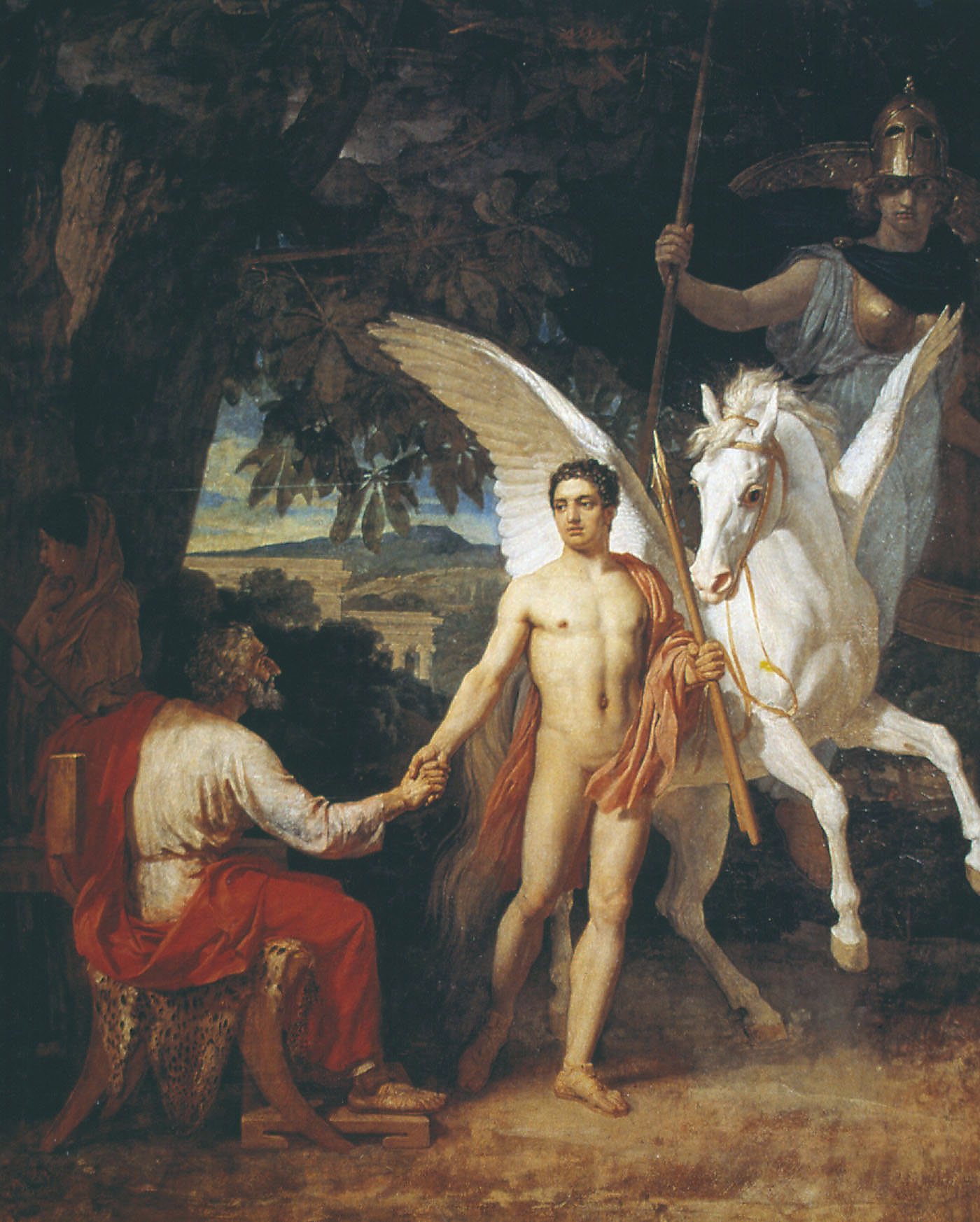
Belerofonte emprende una campaña contra la Quimera.

En la mitología griega, Preto (en griego Προῖτος Proitos), hijo de Abante y de Aglaya, es un rey de Tirinto.

## Rey de Tirinto
Preto era hermano gemelo de Acrisio  —rey de Argos —, con quien se peleaba ya desde que ambos estaban en el vientre de su madre, hasta disputarse el control del valle de la Argólida. Se dice que fueron los primeros en usar escudos durante las guerras. Acrisio venció a Preto y lo expulsó de Argos. Preto por su parte llegó a Licia, a la corte de Yóbates  —o, en opinión de otros, a la de Anfianacte —, y se casó con su hija, a la que Homero nombra Antea, pero los trágicos Estenebea. Con la ayuda de un ejército licio, su suegro lo restituyó a su país y él ocupó Tirinto, que los cíclopes le habían amurallado. Se repartieron luego el territorio argivo y lo habitaron: Acrisio reinó en Argos y Preto en Tirinto. Así zanjaron sus disputas ambos hermanos. Otros opinan que el origen de la disputa se originó en el propio Preto, pues este había seducido a Dánae, la hija de Acrisio.

## La locura de sus hijas
Estenebea le alumbró a Preto tres hijas, llamadas Lisipe, Ifínoe e Ifianasa, —tres doncellas conocidas como las Prétides—. Eran pretendidas por toda la Hélade. Cuando las Prétides llegaron a la edad núbil enloquecieron, según Hesíodo, por no aceptar los misterios de Dioniso, o, como dice Acusilao, por haber menospreciado la estatua de madera de Hera. En su insania andaban errantes por toda la región argiva mugiendo cual vacas, y después, atravesando Arcadia y el Peloponeso, corrían en el mayor desorden por lugares yermos. Melampo, hijo de Amitaón, que era adivino y sanador, se brindó para sanar a las muchachas a cambio de la tercera parte del reino. Cuando Preto rechazó que las curara a tan alto precio, las doncellas enloquecieron más aún, y con ellas las demás mujeres; pues éstas abandonaron también sus casas. Como la desgracia aumentaba, Preto consintió en pagar lo que se le pedía, pero Melampo sólo aceptó curarlas si su hermano Biante recibía el otro tercio. Preto, temiendo que su situación empeorara aún más, aceptó el acuerdo. Melampo entonces, acompañado de una partida de fornidos jóvenes finalmente llegó hasta Sición, en donde curó a las doncellas con lustraciones, pero la mayor de ellas, Ifínoe, murió. Preto las unió en matrimonio: Melampo casó con Ifianasa, en tanto que Biante hizo lo propio con Lisipe. Una vez arreglados los casamientos Preto tuvo a su último hijo, Megapentes, que sucedió a Preto en el trono.
Plutarco nos dice que Elege y Celene eran hijas de Preto. La reina de Chipre las convirtió en mujeres lascivas. Se cuenta que por ciertas regiones del Peloponeso corrían desnudas, como posesas, e incluso vagabundeaban por otras regiones de Grecia, errantes por su enfermedad. Tanto a las mujeres lacedemonias como a las quiotas les asaltaba el furor báquico.

## Mito de Belerofonte
Cuando Belerofonte, involuntariamente mató a su hermano, abandonó Corinto y se dirigió como suplicante, para purificarse a la corte de Preto, quien lo acogió como huésped y lo purificó. Estenebea (o Antea) se enamoró de él y trató de seducirlo, pero Belerofonte se negó a sus deseos. Estenebea, ofendida, lo acusó de intentar seducirla o violarla. Preto se puso furioso creyendo verdadera la historia de Estenebea, pero no queriendo faltar a las sagradas leyes de la hospitalidad con la muerte directa de un huésped, encargó a Belerofonte llevar una carta sellada de recomendación, según dice, a su suegro el rey Yóbates de Licia, padre de Antea. En la carta, en realidad, le pedía a Yóbates que diera muerte a Belerofonte, pero el rey licio no llegó a cumplir con lo que Preto le pidió, ya que envió a Belerofonte a luchar contra la Quimera, de donde salió vencedor.

## Destino final
Acerca de su muerte, se cuenta que fue transformado en piedra por Perseo cuando este acudió en auxilio de su abuelo Acrisio puesto que Preto lo tenía sitiado en Argos.
| Predecesor: Abas | Reyes de Argos   | Sucesor: Acrisio    |
| Predecesor: -    | Reyes de Tirinto | Sucesor: Megapentes |